# Inga Voss-Werding
Inga Voss-Werding (19 maart 1986) is een Belgisch Duitstalig politica voor Ecolo.

## Levensloop
Inga Voss-Werding volgde twee jaar lang een opleiding in de moderne talen aan de UCL en ging daarna een opleiding tot sociaal assistent volgen aan het Institut Cardijn van de Haute École Louvain en Hainaut, waar ze in 2010 haar bachelordiploma behaalde. Ze werd nadien sociaal assistente in het kinder- en jeugdhuis La Cité de l'Enfance in Jumet, een deelgemeente van de stad Charleroi.
Vervolgens was ze van 2011 tot 2016 gouwleider van de jeugdbeweging KLJ in de Duitstalige Gemeenschap en daarna was ze tot 2019 aan de slag bij de LFV, de Duitstalige Bond voor Landelijke Vrouwen, waar ze instond voor de begeleiding en de coaching van de lokale afdelingen. In 2021 werd Voss-Werding voor enkele maanden coördinator van het OCMW van Eupen en van 2021 tot 2022 sociaal assistente bij het OCMW in Burg-Reuland. Sinds 2022 is ze gedelegeerd bestuurster bij de sociale woonmaatschappij Wohnraum für Alle in Sankt Vith.
Bij de verkiezingen van mei 2019 werd Voss-Werding voor Ecolo verkozen in het Parlement van de Duitstalige Gemeenschap, waar ze plaatsvervangend Ecolo-fractieleider en van maart tot september 2021 secretaris was. Ze zetelde er tot aan de verkiezingen van juni 2024. Vanwege beroepsredenen aanvaardde zij bij deze verkiezingen enkel een ondersteunende lijstduwersplaats.